# Jaguar F1
Jaguar Racing F1 Team és el nom de l'escuderia britànica Stewart de Fórmula 1 fundada el 1997 pel tres vegades campió del món de F1 Jackie Stewart i el seu fill Paul Stewart i comprada a la fi de la temporada 1999 per la multinacional Ford per poder tenir equip propi a la F1.
Tenia la seu a Milton Keynes, Gran Bretanya.

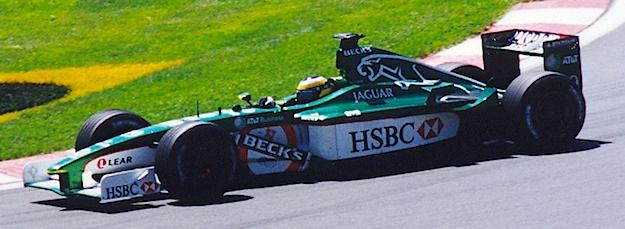
Pedro de la Rosa amb un Jaguar al GP del Canadà'01.

## Història
Jaguar va debutar al GP d'Austràlia, prova inicial de la temporada 2000 amb els pilots Eddie Irvine i Johnny Herbert.
A final de la temporada 2004, l'empresa propietaria Ford va vendre l'equip i va passar a ser l'escuderia Red Bull.

## Resultats
| Temporada | Nom                   | Cotxe  | Motor                 | Pneumàtics | No.    | Conductors                                  | Punts | WCC |
| --------- | --------------------- | ------ | --------------------- | ---------- | ------ | ------------------------------------------- | ----- | --- |
| 2000      | Jaguar Racing F1 Team | R1     | Cosworth CR-2 3.0 V10 | B          | 7. 99. | Eddie Irvine Luciano Burti Johnny Herbert   | 4     | 9   |
| 2001      | Jaguar Racing F1 Team | R2     | Cosworth CR-3 3.0 V10 | M          | 7. 99. | Eddie Irvine Luciano Burti Pedro de la Rosa | 9     | 8   |
| 2002      | Jaguar Racing F1 Team | R3 R3B | Cosworth CR-4 3.0 V10 | M          | 7. 99. | Eddie Irvine Pedro de la Rosa               | 8     | 7   |
| 2003      | Jaguar Racing         | R4     | Cosworth CR-5 3.0 V10 | M          | 7. 99. | Mark Webber Antônio Pizzonia Justin Wilson  | 18    | 7   |
| 2004      | Jaguar Racing F1 Team | R5     | Cosworth CR-6 3.0 V10 | M          | 7. 99. | Mark Webber Christian Klien                 | 10    | 7   |

## A la F1
- Debut: Gran Premi d'Austràlia del 2000
- Curses disputades: 85
- Victòries: 0
- Pole positions: 0
- Voltes Ràpides: 0
- Podis: 2 (Gran Premi de Mònaco del 2001 i Gran Premi d'Itàlia del 2002)
- Punts aconseguits al Camp. Mundial: 49
- Ultima cursa disputada: Gran Premi de Brasil del 2004